# Весілля Кречинського (фільм, 1974)
«Весілля Кречинського» (рос. «Свадьба Кречинского») — радянський двосерійний музичний телефільм 1974 року за мотивами однойменної п'єси О. В. Сухово-Кобиліна.

## Сюжет
Завзятий картяр Михайло Васильович Кречинський програє велику суму грошей. Щоб уникнути ганьби і віддати борги, Кречинський вирішує одружитися з багатою дівчиною. Але для того, щоб отримати благословення батька і прискорити весілля, йому знову доводиться піти на обман…

## У ролях
- Віктор Костецький —  Михайло Васильович Кречинський
- Алла Семак —  Лідочка Муромська
- Лев Петропавловський —  Петро Костянтинович Муромський
- Зоя Виноградова —  Ганна Антонівна Атуєва
- Борис Смолкін —  Іван Антонович Расплюєв
- Віталій Копилов —  Федір, камердинер Кречинського
- Ігор Соркін —  Никанор Савич Бек, лихвар
- В'ячеслав Тимошин —  Володимир Дмитрович Нелькін
- Володимир Колосов —  Щебнєв, купець
- Володимир Капула —  Тишка, швейцар

## Знімальна група
- Грим — Наталія Еленбоген і Тетяна Павлова.
- Костюми — Ірина Ведернікова
- Художник — Грачья Мекінян
- Оператор — Генріх Маранджян
- Монтаж — Раїса Ізаксон
- Музика — Олександр Колкер
- Вірші — Кім Рижов
- Виконання музики — оркестр Ленінградського театру музичної комедії
- Диригент — Володимир Рилов
- Хормейстер — Альберт Гротель
- Директор картини — Леонід Свєтлов
- Сценаристи — Володимир Воробйов і Кім Рижов
- Режисер — Володимир Воробйов